# Sigriswil

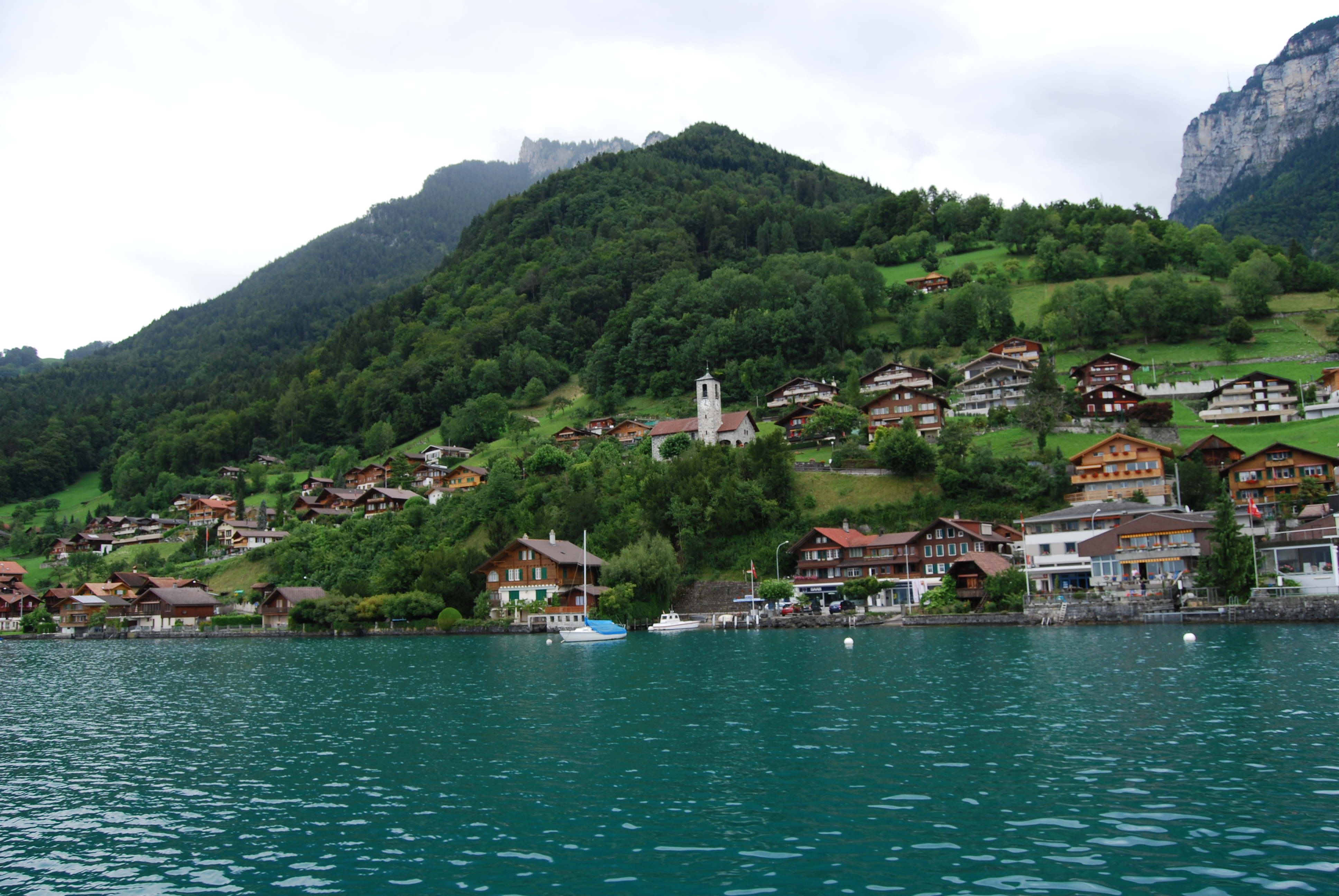
Merligen (Sigriswil)

Sigriswil är en ort och kommun vid Thunsjön i distriktet Thun i kantonen Bern, Schweiz. Kommunen har 4 891 invånare (2023).
Kommunen består av elva byar:
| Ort         | Invånare 31 dec 2019 |
| ----------- | -------------------- |
| Sigriswil   | 938                  |
| Aeschlen    | 399                  |
| Endorf      | 440                  |
| Gunten      | 865                  |
| Meiersmaad  | 66                   |
| Merligen    | 900                  |
| Reust       | 46                   |
| Ringoldswil | 117                  |
| Schwanden   | 469                  |
| Tschingel   | 452                  |
| Wiler       | 110                  |